# 松本まりな
松本 まりな（まつもと まりな、1969年6月9日 - ）は、日本のタレント。元AV女優。神奈川県鎌倉市出身。

## 略歴・人物
中学卒業後は美容室に勤務。初体験は中2の時、彼氏と。デビューするまでの体験人数は5人。
1988年1月にAVデビュー。1980年代末から1990年初めにかけて活躍し、20歳になった1990年に引退。この活動期には『タモリ倶楽部』など多くのバラエティ番組にお色気要員として出演した。
2011年7月、21年ぶりに復帰。復帰作品は、3,000本売れるヒット作品となっている。復帰のきっかけは離婚だとのちのインタビューで述べており、この時期にはアナルやSMを解禁するなどハードなこともできる女優となった。
復帰前は疑似だったが、復帰後は本番をしていて、お芝居でセックスするよりも本番した方が楽ぐらいと、インタビューで述べている。プライベートでの野外露出は、中学高校の頃に経験した。プライベートのSEXはすごく淡白。S顔だけどM、お酒が強そうに見えるけど下戸、舐めるのは好きだが誰にも技なんて教わっていなくて、独学。
2014年6月、松本の愛娘を謳い「業界初の2世女優」萌芭（もえは）がデビューしているが、実の親子ではなく話題を呼ぶ為の事務所の戦略だった。これらはのちのインタビューで明かしており、実際に娘がいるとこれくらいの年格好だったであろうとする一方、実際に娘がいたらデビューさせていないとしている。実際には息子がいる。
2019年6月9日、自身の誕生日に再び引退を表明した。体力的な限界、子供を大学入学まで養ったこと、50歳という区切り等が引退のきっかけとしている。
2021年6月、YouTubeチャンネル（MARINA OFFICIAL）を開設。引退後は銀座でカラオケスナックを開業したが（デイリー新潮によると「ラウンジ朋」）、両親の介護もあったことから2022年時点では地方に引っ越しているという。
桑田佳祐が松本のファンであり、サザンオールスターズ「女神達への情歌 (報道されないY型の彼方へ)（1989年4月12日発売）」のミュージック・ビデオへ出演。オファーが舞い込んだ経緯を寺井広樹著『伝説のAV女優』（2021年、彩図社）のインタビューで明かしている。
趣味:スケート、ショッピング。

## 作品

### アダルトビデオ
1988年
- THE セーラー服 4（1月23日、宇宙企画）他出演:梁川りお、小柳みゆき ＊オムニバス作品
- 春風を君に･･･（4月22日、VIP）＊挿入歌「Spring Blind　スプリング・ブラインド」を歌唱
- 今夜も君で眠れない（5月24日、VIP）
- セーラー服三姉妹（5月25日、二見書房）他出演:叶順子、浅井むつみ
- 夏色に焦がれて（8月25日、VIP）
- 浮遊感覚（10月7日、VIP）
- 色女（11月18日、VIP）
- ジュース 12 口舌唇（VIP）他出演:石川真理絵 他

1989年
- 桃色観音（1月12日、VIP）
- 最も危ない女（4月7日、VIP）他出演:石原圭以子
- 放課後（5月23日、宇宙企画）
- フラッシュバック 13（6月1日、アリスJAPAN）
- 快汗指数120%（7月5日、ファイブスター）
- 看護婦の下半身（7月25日、二見書房）
- ビデオ ドリンク How to SEX 藤沙月・鮎川真理・松本まりな ほか （7月30日、サクセス・ビデオ・コミュニティー）全5名
- まりなのランジェリーショップ（8月4日、VIP）他出演:秋山まり子
- アダルトスターどっきり（秘）報告 暗闇でオマタリアン（1989年8月11日、VIP）他出演:鮎川真理、藤沢まりの、坂口蘭子、秋山まり子、エルザ、浅倉尚美
- ラバーズ・メイト 昼の娼婦（9月6日、宇宙企画）
- 淑女館（9月10日、宇宙企画）共演:結城ゆかり、叶順子
- 看護婦ワイセツ日記（9月15日、笠倉出版社）他出演:杉森久美子、香取亜希
- まりなのまんぐり返し（9月25日、デイレクターズ）
- クイーンスペシャル 2（10月6日、笠倉出版社）
- ハートにキッス（10月9日、AVジャパン）他出演：高原ルミ、美穂由紀
- 暴露スキャンダル（10月28日、KUKI）
- 桃色惑星（11月5日、宇宙企画）他出演:伊藤さやか、浅間るい、秋山美晴 他
- 放射能汚染 PART 06（12月18日、ロイヤルアート）
- 桃色倶楽部（12月20日、笠倉出版社）他出演：浅田純子、エルザ、山崎真由美 他
- 姫子 10（宇宙企画）他出演:杉森久美子、みさとあかね 他
- ムーンライト・バニー 3（せいふく舎 SE-67）
- 磨かれた一滴（マイフレンド MF-11）
- 斉源一郎・絶叫レイプスペシャル 暗黒伝説（ロイヤルアート）他出演：沙也加、藤巻ゆかり 他
- 我が儘（アールエーシー R-002）

1990年
- マイルームOh!マイドリーム 3（1月13日、KUKI）
- ぬれ・ヌレて…（1月15日、大陸書房）
- 宇宙からの贈りもの 君は何人知っている? 39人の美少女登場!（1月18日、英知出版）他出演：森田水絵、小森愛、渡瀬ミク、伊藤さやか、葉山みどり、秋元ともみ、竹下ゆかり 他
- 女医三姉妹淫乱病棟（1月、笠倉出版社）他出演：庄司みゆき、島崎里美
- ウエデイングレイプ 禁断の寝室（2月2日、VIP）
- 女教師まりな（2月10日、せいふく舎）
- エクスタシー7（3月9日、せいふく舎 SE-81）他出演：加山なつ子、立原倫子、秋山美晴 他
- OLどれい マドンナ飼育室（4月28日、ミス・クリステイーヌ）
- 挑発無限大（5月26日、ステラ STV-1007）
- 快感ゲーム 絶頂三姉妹（6月1日、サクセス・ビデオ・コミュニティー）他出演：小沢奈美、庄司みゆき
- MARINA! まりなと遊ぼうボンデージ（6月11日 1990年7月20日再販、大洋図書）
- FUCK・トゥ・ザ・テイーチャー（6月23日、サム）
- ベスト・ヒット・フェニックス 7（6月28日、フェニックスビデオ）他出演：椎名このみ、林由美香 他 全5名
- 口全ワイセツ 8（7月12日、サム）
- ツーショット小町（7月30日、新東宝ビデオ/EVE）
- 快感指数120％（8月17日、笠倉出版社）＊＜LD＞
- ランジェリー大会 濃縮20連発 3（8月25日、ファイブスター FV-8808）全10名
- 松本まりな in ラストラーゲ（9月14日、VIP）
- ランジェリー大会 濃縮10連発 3 樹まり子・桂木美雪・松本まりな・五島めぐ・結城ゆかり（10月5日、笠倉出版社 AJV31-40）全5名
- Hogtie! 淑女達よ豚になれ BONDAGE FANTASY 特別編（10月20日、大洋図書）他出演：山崎麻美、加山なつ子、舞坂ゆい、五島めぐ 他 全8名
- さすらいの恋人（10月25日、フェニックスビデオ）
- 美女は永遠に（12月11日、笠倉出版社）他出演：小沢奈美、木田彩水
- ニギニギリップス 乱交三昧（タイム SS-005）他出演：青木ゆかり、明日香ちなみ
- 危険な個人教授（アダムズ SU-02）
- エクスタシー7 パート3（せいふく舎 SE-106）他出演：いとうしいな、多岐川裕里、水木彩、樹まり子 他
- ムーンライトバニースペシヤル（せいふく舎 SE-115）他出演：樹まり子、鮎川真理、美穂由紀 他

1991年
- ベストAVギャル'91 10人の女神うずく!（2月8日、大陸書房 PV-1717）他出演：庄司みゆき、木田彩水、小沢奈美、桂木美雪 他 全10名
- まりなの先生攻撃（2月22日、アドテックス）
- まりな先生の生演奏（4月5日、コスミック出版）
- スパークエクスタシー（6月8日、大陸書房）他出演：庄司みゆき、美穂由紀、御藤静、五島めぐ 他 全10名
- 狂った道標 凄絶・野獣回帰（6月21日、ルナ・エンタープライズ）他出演：島崎里美
- 欲情画 美獣まりなの発情告白（11月21日、ルナ・エンタープライズ）
- 徹底解剖! MARINAのすべて（アイディ出版 CL-023）
- 東京胡蝶蘭（アールエーシー）他出演：上田美緒 他
- エレクトリックですすり泣き（ルナ）他出演：小沢奈美 他

1992年
- ベスト5コレクション（3月末日、VIP）松本まりな・桜樹ルイ・鮎川真理・あいだもも・藤木流花 全5名
- 過激な情事（Milky Way MK-01）他出演：石原圭以子
- イオナ 1（明文社 MA-28）他出演：後藤えり子、早紀麻未 他
- 悶えの季節（アイダス PK-14）
- A級保存版 スペルマエンジェル4 Part1（イメージ・ボックス AP-16）他出演：樹まり子、鮎川真理、美穂由紀
- アナたと乱れたい いんらん大性争（ロンサムジャパン MA-28）他出演：伊藤さやか、山下麻衣 他

1993年
- AVギャル烈伝 2（6月21日、笠倉出版社）全33名
- レンタルAV10年史 名場面フラッシュ特選版 トップ10アイドルコレクション（9月25日、二見書房 MV-089）他出演:朝岡実嶺、小沢奈美、桂木麻也子、樹まり子、冴島奈緒、小林ひとみ、白石ひとみ、美穂由紀 全10名
- 巨乳クィーンのぶっとい乳房 2（イメージボックス HL-12）他出演:御藤静、君島愛、五島めぐ、美穂由紀 他 全11名
- カップリングアイドル+1（ディレクターズシステム SC-001）他出演:高見沢杏奈、岡本ケイ
- 女が熟れる瞬間 4（ガーリック・インターナショナル GL-04）他出演:丸井トマト、美穂由紀

1994年
- AV10年史 1（1月17日、VIP）全13名
- レイプマジック 2 たまにはハードに責められたい（9月12日、アトラス21）他出演：真田ゆかり、君矢摩子、今井美果、林かれん 他
- お姉さんのいけないONANIE（12月26日、イメージボックス）他出演:冴島奈緒、小林ひとみ、森川いずみ、他
- ドスケベONANIE大全集 2（オデッセウス出版）他出演:庄司みゆき、工藤ひとみ 他
- 蘭熱十人娘（オー・ケイ出版社）他出演:今井静香、樹まり子、藤木流花 他

1995年
- コレクター北条満編集 7 オナニー狂い 麻宮千聖、庄司みゆき、東清美、鮎川真理 他（11月25日、イメージボックス MD-23）全20名

1996年
- 伝説 裸天使アイドル15年史 プルルン編（7月23日、芳友舎/ティファニー）他出演：麻生澪、村上麗奈、葉山みどり、冴島奈緒 他 全16名
- 極上べろべろ娘たち 2（11月27日、h.m.p）他出演：麻宮淳子、林由美香、村上麗奈 他 全21名
- AV10年史 VOL.2（10ビデオ(芳友舎) ETV02-32）他出演：藤本聖名子、鮎川真理、青山ちはる 他

1998年
- お宝AVコレクション 松本まりな・美穂由紀（5月5日、アトラス21）＊「春風を君に/松本まりな」「出血大制服6/美穂由紀」を収録

1999年
- 美しき謝肉祭（4月23日、トータル・メディア・エージェンシー）

2000年
- レイプ VOL.1（2月25日、メディアバンク） 他出演：上原あやか、今井美果、吉川りりあ、君矢摩子、嶋田琴美、川奈由依、希志真理子、木之内つぐみ、林かれん、池野瞳、片山唯、田村香織、真田ゆかり、瞳リョウ、草凪純、鈴木まりか、 高樹麻世、高橋麻衣子
- レイプ～女神の叫び～（5月12日、メディアバンク）他出演：工藤ひとみ、希志真理子
- 爆裂100+1 蘇る100人の女神伝説（8月25日、ロイヤルアート）他出演：白浜なぎさ、東清美、後藤えり子 他
- アトラスMEGA-MIX 極上の女神たち（9月26日、アトラス21）他出演：しいな純菜、岡崎美女、可愛あずさ、桂木麻也子 他
- ルネッサンス II 甦る口全ワイセツ（11月10日、h.m.p） 他出演：藤あかね、白鳥麻子、松木朝沙絵、村上麗奈、仲村梨沙、鮎川真理、林由美香、小沢奈美、樹まり子 他
- アリスJAPAN 2001（12月8日、アリスJAPAN） 他出演：あいだもも、白石ひとみ、朝岡実嶺、三浦あいか、瞳リョウ、小室友里、椎名舞、若菜瀬奈、篠原鮎、細川百合子、美穂由紀、早乙女美紀、一ノ瀬茜、草凪純、城麻美、西野美緒、氷高小夜、水沢早紀、野坂なつみ、結城ゆかり、森川いづみ、樹まり子、中沢慶子
- リメークロマンシリーズ 松本まりな コレクション（フェアエスト RR-16）VHS

2001年
- リメークロマンシリーズ 6（1月19日、フェアエスト RDV-6）DVD 他出演:立原友香
- エロスの殿堂 Vol.5（7月13日、メディアバンク） 他出演：小沢奈美
- フェアエスト RemixⅢ（11月16日、グラフィティジャパン） 他出演：高樹陽子、小林ひとみ、林由美香 他 全17名
- アリスJAPAN 2002（12月7日、アリスJAPAN） 他出演：小林ひとみ、竹下ゆかり、中川えり子、舵川まり子、高杉レイ、青木祐子、北川聖良、井上あんり、中沢慶子、渡辺玖未、竹内あゆみ、高樹陽子、高橋めぐみ、前原祐子、冴島奈緒、立原友香、白浜なぎさ、新田恵美、鴇ルリ子、藤沢まりの、香取歩美、舞坂ゆい、豊丸、結城ゆかり、沢村杏子、後藤えり子、小林かおり、鮎川真理
- お宝コレクション 松本まりな・仲村梨沙（12月21日、デジタル・コミュニケーションズ）

2002年
- 生縛り（5月3日、デジタルドリームデベロップメント）他出演：北原ななせ、野坂なつみ、桜樹ルイ 他
- 宇宙企画Classic 淑女館（9月27日、宇宙企画）他出演：結城ゆかり、樹まり子、青山ちはる、叶順子、中原絵美 全6名 ＊「淑女館」「淑女館2」を収録

2003年
- 宇宙企画Classic BEST REMIX 2（6月13日、宇宙企画） 他出演：山崎かおり、中沢慶子、葉山みどり、白石ひとみ、結城ゆかり、叶順子、樹まり子 他
- プロジェクトXXX AV界を支えた女たち お姉さんセレクション（6月20日、日本メディアサプライ） 他出演：青山ちはる、藤沢まりの、白浜なぎさ、桜木ルイ、早見瞳、村上麗奈、冴島奈緒、仁科ひとみ、樹まり子 全10名
- 爆烈 女優(100+1)+素人(100+2)=203人も見れちゃうって本気(マジ)っすか!?（7月11日、ロイヤルアート） 他出演：後藤えり子、松本まりな、村上麗奈 他
- RE:松本まりな（9月26日、ロイヤル・アート）
- 聖女伝説 3 東清美・御藤静・白木麻弥・仁科ひとみ・沖田ゆかり・松本まりな（11月1日、ディジタルメディアネットワーク）
- vintage 松本まりな（11月21日、エイジーエイ）＊「松本まりなスペシャル」「怖いものなし極淫ヤリすぎ腰」「快汗指数」を150分に編集収録

2004年
- THE 80's GREATEST IDOLS（8月13日、TMA）他出演：村上麗奈、吉沢有希子、樹ますみ、斉藤唯 他
- ATLAS TWENTY ONE（8月20日、アトラス21）他出演：あいだもも、うさみ恭香、しいな純菜 他 全60名
- DECADE 松本まりな（12月17日、ピエロ）

2005年
- 濃縮リバイバー VOL.2（7月22日、グラントレコーズ）他出演:後藤えり子
- BEST4時間 松本まりな（11月30日、アトラス21）

2007年
- 蘇る伝説のアクトレスたち Legend VOL.16（4月27日、エー・エス・ジェイ）「TWO SHOT 小町」「ムーンライトバニーIII」「危険な個人教授」「ぬれ・ヌレて…」の4作品を収録
- 絶叫!FUCK トゥーザティーチャー（10月31日、ビデオバンク）他出演:吉田密流、舞阪ゆい、渡辺ひとみ、加賀恵子、栗原早記、林由美香、水月真利子、橋本杏子、工藤リエ、坂口真保

2008年
- I LOVE 松本まりな（11月29日、ロデオドライブ）

2009年
- AVアイドル秘宝館5時間（4月25日、ビースバルプロモーション BSDV-270） 他出演：あいだもも、朝岡実嶺、桜木ルイ、憂木瞳、橘ますみ、瞳リョウ、黛ミキ、可愛あずさ、鮎川あみ 全10名
- DECADE GALS SP02（5月29日、ピエロ PAR-237） 他出演：樹まり子、卑弥呼、冴島奈緒、橘ますみ、工藤ひとみ、田中露央沙、菊池えり、森川いづみ、木田彩水、林かづき、須磨れい子 全12名
- DECADE EX8（9月25日、ピエロ）

2011年
- 嫁の母（7月7日、マドンナ）＊復帰作品
- 美熟女画報SPECIAL 熱撮ドキュメント 美しい熟女の濃厚な性交（8月13日、溜池ゴロー）
- 私たち悶絶します（8月29日、エイジーエイ）他出演:御藤静
- 嫁姑レズ調教 〜未亡人に捧げる愛欲の鎮魂歌〜（9月7日、マドンナ）共演:青木玲
- 松本まりなスペシャル（9月9日、エイジーエイ）
- 凌辱中出しに堕ちた人妻（10月13日、溜池ゴロー）
- 美しく淫らな母のアナル（11月7日、マドンナ）
- パイパン人妻フィストファック（12月7日、マドンナ）
- 友達の母にレズられて（12月19日、アンナと花子）共演:前田彩七、真鍋紗愛

2012年
- 友人の母 息子の友人に犯され、幾度もイカされてしまったんです…（1月13日、溜池ゴロー）
- 義理の弟に犯されて（2月13日、溜池ゴロー）
- 友人の母親（3月1日、VENUS）
- キレイなお姉さん限定!女監督ハルナの過激でHなレズナンパ14 松本まりな復活!素人8名4時間Special（3月1日、ヴィ）
- AV創世記 ハードコア8時間 豊田薫傑作選 【11作品そのまま収録版】（3月2日、h.m.p）他出演:斉藤唯、藤あかね、村上麗奈 他
- 未亡人アナル 息子の前で二穴を犯された母親（3月7日、アタッカーズ）
- 隣に越してきた人妻（3月13日、溜池ゴロー）
- 溜池ゴロー 2011年下半期全32作品8時間（3月13日、溜池ゴロー）他出演:長澤あずさ、星野あかり 他
- キモ男の激臭アナルを舐めさせられたあげくさらに汚チンポでアナルを犯される美熟女（3月19日、クロス）
- 松本まりなをぶっかけ中出し強制輪姦（3月25日、ダスッ!）
- 選抜美熟女32人が魅せるご当地セックス8時間!!（3月25日、マドンナ）他出演:かすみりさ、藤沢芳恵 他
- 美熟女と若い男の年の差SEX 51人8時間（4月7日、マドンナ）他出演:鮎川みさと、花村いづみ 他
- 肉玩具に堕ちた女教師（4月13日、溜池ゴロー）
- 湯けむり近親相姦 母子入浴交尾（4月19日、VENUS）
- マドンナ8周年特別企画 松本まりな×牧原れい子 2大美熟女初共演 レトロなマドンナ（4月25日、マドンナ）共演:牧原れい子
- 義母奴隷（5月13日、溜池ゴロー）
- 人妻中出しソープランド（6月13日、溜池ゴロー）
- 2011年マドンナ全262タイトル12時間（6月25日、マドンナ）他出演:秋野千尋 他
- 欲求不満な人妻の接吻と精飲（7月13日、溜池ゴロー）
- 暴走する男の欲望! 中出しされた人妻4時間（7月13日、溜池ゴロー）他出演:長澤あずさ、雪音ありさ 他
- 丸ごと! 松本まりな BEST 4時間（7月25日、マドンナ）＊「嫁の母」から「レトロなマドンナ」までのマドンナ5作品を完全収録
- 貫通!絶頂!フィストファックBEST（8月7日、マドンナ）他出演:友田真希、村上涼子 他
- 人妻三穴輪姦（8月13日、溜池ゴロー）
- V 6周年神BEST 6年分の売上人気BEST100タイトル 16時間4枚組（9月1日、ヴィ）他出演:つぼみ、艶堂しほり、澤村レイコ 他
- 人妻監禁調教（9月13日、溜池ゴロー）
- 溜池ゴロー2012年上半期総集編 全36タイトル8時間（9月13日、溜池ゴロー）他出演:JULIA、音無かおり 他
- 誘惑レズミセス 4 禁断の関係に溺れる2人 松本まりな 仲間麗奈（10月13日、U＆K）
- 近親相姦 母さんの濡れたヒダ肉 松本まりな42歳（10月15日、小林興業）
- ショタ・チビ亀くんのハレンチいたずら日記 松本まりな42歳（10月20日、ドリームステージエンタテインメント）
- 黒人初解禁 黒人巨大マラ VS 松本まりな（10月25日、グローバルメディアエンタテインメント）
- 嫁姑レズ調教 総集編8時間10月25日、マドンナ）他出演:凛音涼子、艶堂しほり 他 全12名
- 夫の目の前で犯されてしまう美人妻 3（10月26日、なでしこ）
- ドキュメント 松本まりな1990-2012（10月27日、ハマジム）
- 義母露出羞恥（11月1日、VENUS）
- 近親相姦 母の過剰な性教育 新フェチモザイク（11月1日、ABC(フェチ)/妄想族）
- 姉と妹の異常性欲 媚熟女近親レズビアン 松本まりな・仲間麗奈（11月5日、ジャネス）
- 肉欲レイプに感じてしまった人妻（11月9日、ケイ・エム・プロデュース）
- 母さんのパンティストッキング（11月12日、小林興業）他出演:蓮花ノア
- セレブ妻の最高の接吻と涎（11月13日、マルクス兄弟）
- 疼きが止まらない美女限定の絶頂本番ベスト8時間（11月13日、溜池ゴロー）他出演:JULIA、風間ゆみ 他
- 玄関開けたらいきなりフェラチオ（11月13日、マルクス兄弟）他出演:立花樹里亜、希内りな 他
- 禁断介護（11月15日、グローリークエスト）
- 美人女医 四畳半タコ部屋監禁生活 狭くて臭い薄汚れたアパートの一室で人知れず犬小屋に囲われシツケられる奴隷ドクター（11月23日、ワープエンタテインメント）
- 近親相姦 義母の誘惑 3（11月23日、なでしこ）
- 緊縛不倫相姦 淫夢の続き 松本まりな43歳（11月25日、グローバルメディアエンタテインメント）
- 断りきれない美人ママ（12月7日、カマタ映像）
- 人妻 奴隷契約（12月7日、ワープエンタテインメント）
- 松本まりな12時間 完全版（12月13日、溜池ゴロー）
- アナル舐め手コキで最高の射精!!（12月13日、マルクス兄弟）他出演:竹内紗里奈、大島あいる 他
- 夢の美熟女回春エステサロン 4（12月14日、ケイ・エム・プロデュース）他出演:神楽里美、藤下梨花 他
- ニューハーフと初レズ壮絶Wフィスト（12月25日、OPERA）他出演:かわさきりおん
- やめて… そんな事しないで… 息子たちに犯される義母（12月28日、なでしこ）

2013年
- 息子が帰ってくる前の夕焼けディルドオナニー eXtraデジタルモザイク（1月1日、eX）他出演:小泉麻由、高月和花 他 全8名
- 人妻恥悦旅行（1月3日、グローリークエスト）
- 絶対にしてはいけない人を（レズる）犯る 2 松本まりな×雨宮琴音（1月5日、ジャネス）
- 極上肉体美の造形 松本まりなのイキ狂いフィストファック（1月11日、つちのこシンデレラ）
- なぜ彼女たちは犯されてしまったのか ドラマシーンもしっかり収録!凌辱作品傑作選!（1月13日、溜池ゴロー）他出演:川上ゆう、長澤あずさ 他
- 奇跡の確率で起きた近親相姦ハプニング 偶然息子のチ○ポが挿さって感じちゃったママ 2児のママ奇跡の2穴SP（1月24日、ロケット）他出演:碧しの
- なでしこが選んだ人気熟女優たちのヌキどころ 4時間16人!（1月25日、なでしこ）他出演:稲森琴、艶堂しほり 他
- 息子の友人に犯され、幾度もイカされてしまったんです… 完全版（2月13日、溜池ゴロー）他出演:澤村レイコ、翔田千里 他
- あー、すっごい下品な接吻と尺八がしたいわー（2月19日、ドグマ）
- 喪服未亡人 あなた許して… 犯され性奴隷となる人妻（2月22日、なでしこ）
- 奥さまの匂い立つランジェリー生着替え（3月1日、ex）他出演:白鳥寿美礼、愛乃 他
- 熟れた四十路の女たち 5時間BEST（3月8日、マダムス）他出演:艶堂しほり、桐岡さつき 他
- 咥えこんだらイクまで離さないすっぽんフェラ（3月15日、OFFICE K’S）他出演:深田梨菜、岩佐あゆみ 他
- スパルタお母さん（3月15日、OFFICE K’S）
- 近親［無言］相姦 隣にお父さんがいるのよ･･･（3月19日、VENUS）
- 匠の腰振り騎乗位 25名（3月19日、ex）他出演:春日もも、島谷愛 他
- CROSS 2012年上半期総集編 8時間16タイトル（3月19日、クロス）他出演:石川流花、芦名未帆 他
- バックで腰を振る美尻女たち（3月21日、グローリークエスト）他出演:さとう遥希、遥めぐみ 他
- 極選ノーモザイクアナル生中出し失禁2穴ファック（3月22日、つちのこシンデレラ）
- 絶対！！ベスト 麗しきイラマチオ 8じかん。（3月22日、ワープエンタテインメント）他出演:今村美穂、春原未来 他 全31名
- 「熟女の口はもっと嘘をつく。」 熟雌女anthology #091（3月22日、アウダースジャパン）
- 「欲求不満の美淫女が満員の男子○バスで 大きな胸がつぶれるほど密着したら火がつくまで何分?!」VOL.3（3月23日、DANDY）他出演:結城みさ 他
- 凌辱アナル480分総集編（4月7日、アタッカーズ）他出演:澤村レイコ、杏樹紗奈 他
- 狂おしき濃厚接吻と情交 ～燃え上がる美人妻～（4月11日、ヒビノ）
- 精液便女 Vol.14（4月13日、RASH）
- 人妻レズ凌辱（4月13日、U＆K）他出演:青山葵、風間ゆみ 他
- 美熟女アナル8時間（4月19日、デヴィ）他出演:天野小雪、朝桐光 他
- 復刻セレクション Wパック マイルームOh！マイドリーム3 ＆ 暴露スキャンダル（5月10日、KUKI）
- 最後までしゃぶらせて! 射精寸前の一番気持ちいいフェラチオ 4時間（5月13日、溜池ゴロー）他出演:波多野結衣、JULIA、さとう遥希 他
- 「ナマで入っちゃった!」 オイル素股でチ○ポをマ○コに擦りつけてたら、気持ち良すぎて生挿入!中出しセックスまでヤッちゃった風俗嬢たち 2（5月16日、グローリークエスト）他出演:椎名ゆな、高下えりか 他
- アナル丸見えノーモザイク アナルFUCK 2（5月17日、OFFICE K’S）
- 搾隷交渉人M-6（6月1日、シネマジック）
- マ○コとアナルW挿入！！ 美熟女25人2穴ラッシュ 8時間SP（6月7日、マドンナ）他出演:結城みさ、澤村レイコ 他
- 快楽に溺れた女教師8時間総集編（6月13日、溜池ゴロー）他出演:沖田杏梨、JULIA 他
- 頭を押さえつけ激しく腰を振る発射寸前の気持ち良すぎるイラマチオ 8時間（6月25日、ダスッ！）他出演:和希さやか、佐藤美紀 他
- 拘束強制フェラ！ 狙われた人妻たち!!（7月12日、なでしこ）他出演:本庄瞳、波多野結衣 他
- 究極・美熟女百合遊戯 vol.11（7月13日、MIX）他出演:風間ゆみ
- 43歳熟女は2穴中出しがお好き!（7月13日、CREAM PIE）
- ショタ・チビ亀くんのハレンチいたずら日記 総集編 2（7月19日、ドリームステージ）他出演:風間ゆみ
- 真・美熟女性交 vol.11（7月19日、lemix）他出演:村上涼子、小早川怜子 他
- 熟々 いやらしい女のいる家 7～色情 女流監督の一日（7月25日、メロウムーン）
- 近親相姦 Wアナルスワッピング（7月25日、マドンナ）他出演:北原夏美
- 10人以上の男に犯される大輪姦凌辱 8時間（7月25日、ダスッ！）他出演:朝桐光、霧島あんな 他
- 好きもの嫁 夫の父にまたがり狂乱（8月1日、FAプロ・プラチナ）他出演:かすみりさ
- V 総集編 2012全作品スペシャルDVD 23作品8時間（8月1日、ヴィ）他出演:	加藤ツバキ、桐原あずさ 他
- 友人の母親 総集編 2（8月7日、VENUS）他出演:杉本りさ、橘ミオン、さとう遥 他
- 人妻に無理矢理オナニーをさせセンズリ発射する男たち（8月23日、なでしこ）他出演:本庄瞳、波多野結衣 他
- 舌上発射とゴックン8時間（9月13日、マルクス兄弟）他出演:哀川りん、愛音まひろ 他 全60名
- OPERA 2012総集編 全タイトル見せます! 19作品8時間2枚組（9月25日、オペラ）他出演:かわさきりおん、加瀬小雪 他
- 本当に、下品な声でヨガリ狂う変態女（9月27日、なでしこ）
- 美人妻たちの羞恥手コキ（9月27日、なでしこ）他出演:本庄瞳、波多野結衣 他 全5名
- 断りきれない美人ママ 総集編（10月4日、カマタ映像）他出演:上原千尋、栢刹那 他
- 代理出産の母（10月24日、タカラ映像）
- セックスカウンセラー 松本まりなの性感クリニック（10月25日、メロウムーン）
- 熟々 いやらしい女のいる家 10～女流官能小説家の一日～（10月25日、メロウムーン）他出演:北条麻妃
- 寝取られ中出しレイプ（10月25日、なでしこ）他出演:本庄瞳、波多野結衣 他
- ご近所妻スワッピング（10月25日、マドンナ）他出演:三浦恵理子、川上ゆう
- 出産した女は感度抜群！ 子持ち母の下品なセックス 8時間（10月25日、マドンナ）他出演:新村まり子、中野彩 他
- 熟女女優目隠し選考会（10月31日、LEO）他出演:三浦恵理子、桜庭塔子
- 3穴連続絶頂 アナル破壊（11月1日、ワンズファクトリー）
- 堕ちたアナル恥辱妻「FXで人生大暴落…会員制闇サイトの生贄調教ライブ配信」（11月1日、熟女ジャパン）
- 義母奴隷総集編（11月13日、溜池ゴロー）他出演:青木玲、JULIA 他
- 泡姫となった理由もバッチり収録! 淫欲ソープ嬢8時間!（11月13日、溜池ゴロー）他出演:北条麻妃、風間ゆみ 他
- 醜男とラブラブ接吻SEX 4時間（11月19日、CROSS）他出演:羽月希、桃音まみる 他
- 匂い立つ熟女のムレたノーパンパンスト（11月22日、EROTICA）
- 「旦那の出世」のためにアナルを差し出す美人妻（11月22日、クリスタル映像）他出演:小司あん
- 匂い立つ熟女のムレたノーパンパンスト（11月22日、ジャパンホームビデオ）
- 夫の目の前で犯されてしまう美人妻 DX4時間（11月22日、なでしこ）他出演:本庄瞳、波多野結衣 他
- 近親相姦 母さんの濡れたヒダ肉 総集編 2（11月29日、小林興業）他出演:赤城沙代、渡瀬美穂 他
- 罠に堕ちた人妻 22（12月1日、中嶋興業）
- 麗しき美熟女刑務官 禁断の女体奉仕 その女神は無償の愛で受刑者を包み込み、子宮で魂を慰める（12月1日、熟女塾）
- 美熟女のアナルにどっぷり真性中出し40発（12月7日、マドンナ）他出演:山口玲子、翔田千里 他
- あなた、許して…。 私、レイプされました 4時間（12月13日、なでしこ）他出演:木村真子、本庄瞳 他
- 激撮 本当にあったHな話 2014年1月号 オリジナル付録DVD DISC1（12月14日、ぶんか社）他出演:川上ゆう、秋野千尋 他
- キレイな熟女さんの手でシゴかれたい! 2 (人妻羞恥編) （12月15日、ジャネス）他出演:波多野結衣 他
- 半沢直子!（12月19日、ルビー）
- 近親相姦ベスト 4時間（12月25日、乱熟）他出演:結城みさ、山本美和子 他 全10名
- キレイな熟女さんの手でシゴかれたい! 2（人妻羞恥編）（12月25日、AMORE）他出演:波多野結衣、本庄瞳 他
- 松本まりなに乳首ベロベロ舐められながら沙羅樹にジュポジュポち○ぽしゃぶられるあのころ夢にまで見た3Pセックス（12月25日、アロマ企画）他出演:沙羅樹
- 1年ぶりの･･･再会 ～おさえきれない欲望～（12月26日、タカラ映像）他出演:真咲凛

2014年
- Cinemagic DVD ベスト 30 PART.9（1月1日、シネマジック）他出演:川上ゆう、京野結衣 他
- CRYSTAL THE BEST 8時間 2013 冬（1月10日、クリスタル映像）他出演:上原亜衣、加納綾子、成宮ルリ 他
- PENT-JAPAN スペシャル 2014年3月号 オリジナル付録DVD Disc.1（1月16日、ぶんか社）他出演:北条麻妃、浅井舞香 他
- 美人妻に強制オナニーさせ興奮してセンズリ発射する男たち（1月19日、DX／エマニエル）他出演:波多野結衣、平山こずえ 他
- ふたなり母子相姦（1月20日、スターパラダイス）他出演:友田彩也香
- 2013年レズ年間ベスト10（1月25日、ジャネス）他出演:Maika、瀬名あゆむ 他
- 人妻の性欲 SEX発情24時（2月1日、FAプロ・プラチナ）他出演:瀬野ゆかり
- 鬼畜の2穴フィスト拷姦（2月1日、ヴィ）他出演:朝桐光 他
- 熟女の醍醐味 絶叫イキ狂い（2月13日、CREAM PIE）
- ねっとり濃厚、唾液がとろとろベロベロ接吻SEX 8時間!（2月13日、溜池ゴロー）他出演:JULIA、菅野さゆき 他
- 2013年 レズ年間ベスト10 【人妻編】（2月15日、ジャネス）他出演:川上ゆう、松下ひかり 他
- 家政婦のイイなり もし「松本まりな」が、家政婦さんだったら（2月25日、メロウムーン）他出演:若松かをり
- 庶務課のオンナ ～美脚巨乳熟女OLの逆セクハラ～（2月25日、メロウムーン）他出演:若松かをり
- ぶらり途中下車の旅 山○手線沿線編 黒人都会のお洒落な熟女ナンパ（2月25日、グローバルメディアエンタテインメント）他出演:松坂華苗、石野真奈美 他
- 肉体労働者専用アナル奴隷妻（2月25日、マドンナ）
- 人気の美熟女セレクション3 スレンダーからグラマラスまで厳選の6人（2月28日、LEO）他出演:北条麻妃、山本美和子 他
- プラチナ熟女コンプリート 松本まりなBEST 4時間（3月1日、エマニエル）
- 犯される美人妻（3月5日、ジャネス）
- レズ三昧DX 4時間（3月5日、ジャネス）他出演:福元美砂恵、大槻ひびき
- 松本まりなの接吻サロン《ベロリナーゼ別館》（3月13日、アロマ企画）
- やめて･･･レイプされ続ける美人妻（3月16日、AMORE）
- 寝取られ近親相姦！嫁と義母ともども寝とられて（3月20日、ルビー）他出演:望月マリア
- きれいなお姉さんたちのチン棒寸止め遊び（3月22日、RASH）他出演:加藤ツバキ、小早川怜子 他
- 黒人SM奴隷 File.04 罠に堕ちた女警備員 松本まりな42歳（3月25日、グローバルメディアエンタテインメント）
- たびじ 未亡人の叔母（3月27日、タカラ映像）
- 美人妻 松本まりな スペシャル（3月28日、なでしこ）
- 美熟女30人生中出し8時間（3月28日、なでしこ）他出演:小早川玲子、波多野結衣 他
- 人妻凌辱遊戯 -男が女を強姦す瞬間-（4月1日、熟女塾）他出演:川上ゆう 他
- 姉妹で老人介護 生涯現役を目指すおじいちゃんに姉妹で中出しされました!（4月1日、熟ドラ）他出演:望月マリア
- 長身女に色んなシチュエーションでレズられる筋肉質な女 雨宮琴音＆松本まりな（4月1日、スタイルアートLOVE BITES／妄想族）
- 禁断介護 8時間BEST（4月3日、グローリークエスト）他出演:山本美和子、杏美月、羽田希 他
- 嫁が目を離した隙を見計らって大好きな息子のムスコを欲しがる美人姑（4月10日、タカラ映像）他出演:瀧川花音
- 美麗顔騎妻（4月14日、虎丸フェッチ）
- 強制肉便器に成り下がった女たち 凌辱・レイプ・輪姦 21タイトル8時間（4月19日、クロス）他出演:北条麻妃、大沢美加、篠田ゆう 他
- 義母のブラが浮いています（4月24日、タカラ映像）
- 姑の至近距離でワザと見せつけるあまりにも計画的な子作りセックスを要求する美人嫁（4月10日、タカラ映像）他出演:瀧川花音
- 熟した禁断レズ姉妹（4月29日、ラハイナ東海）他出演:福元美砂恵
- エネマ痴帯EX 13（5月1日、シネマジック）他出演:みづなれい、川上ゆう 他
- マ○コさわられながら恥ずかしそうに顔を紅潮させ手コキする僕のお義母さん（5月9日、なでしこ）他出演:平山こずえ、青空小夏 他
- おスペの女神（5月13日、アロマ企画）他出演:北条麻妃、長澤都 他
- えろえろスペルマ 3 -美熟女たちの精飲-（5月16日、精液本舗）他出演:堀口奈津美、広瀬奈々美 他
- なでしこが選んだ人気熟女優たちのヌキどころ 4時間 16人! Part 2（5月23日、なでしこ）他出演:波多野結衣、平山こずえ 他
- 昼下がりの人妻を絶対服従！ 奥様や義母たちのムンムンの色気に我慢できずレイプまがいに勃起チ○ポを手コキさせる興奮で思わず発射!!（5月25日、ジャネス）他出演:木村真子、本庄瞳 他
- 上半期レズクンニ BEST10 10組20名（6月5日、ジャネス）他出演:瀬名あゆむ、波多野結衣 他
- 近親相姦 禁断家族 欲求不満な性活 4（6月15日、AMORE）
- 2014年上半期RUBY年鑑 Vol.1 -美と官能 美熟女たちの狂宴-（6月19日、ルビー）他出演:青木りん、早川なお 他
- 大変態女 8時間50人30選!!（6月20日、クリスタル映像）他出演:野々宮みさと、新山かえで 他
- いやらしい女社長のいる会社（6月25日、メロウムーン）他出演:加藤ツバキ
- 人妻に無理矢理オナニーをさせセンズリ発射する男たち 3（近親編）（6月27日、なでしこ）他出演:平山こずえ、青空小夏 他
- 禁断の家庭内交尾 近親相姦スペシャル 4時間（6月27日、なでしこ）他出演:川上ゆう、波多野結衣 他
- 喪服姿がエロすぎて「ヤメテ、不謹慎だわ･･･」と言いながらもマン汁をベトベトにして色々なチ○ポで犯され中出しされる未亡人（7月5日、ジャネス）
- 頑固なインポテンツもたちまち治す 美人セックスセラピストの（秘）ED（勃起不全）治療院（7月25日、なでしこ）
- 淫乱女教頭が、性欲を満たすため男子生徒へ逆セクハラSEX（7月25日、メロウムーン）他出演:葉山弓子
- マダム近藤の秘密の館（7月25日、メロウムーン）他出演:近藤郁美、加藤ツバキ
- 絶対レズっちゃいけない相手と羞恥アクメ。マン汁を垂らし互いに舐め合い性交尾する危ない女たち（8月1日、スタイルアート）他出演:雨宮琴音 他
- 上半期レズペニバンファック BEST10 10組20名 4時間（8月5日、ジャネス）他出演:川上ゆう、松下ひかり 他
- いけないことだとわかっていても手を出してしまう。びっしょりマ○コを舌で舐めまくり、ディルドでズボズボするレズ性交にイキまくる女たち（8月8日、なでしこ）他出演:雨宮琴音 他
- 義母の悩ましい姿に悶々としてチ●ポを勃起させ強引に3Pに突入する息子たち（8月8日、なでしこ）他出演:平山こずえ、青空小夏 他
- 息子たちの若くて反り返る勃起チ○ポを喰らいついたり無理矢理マ○コに入れられてヒイヒイ言わされる母親たち 4時間（8月10日、乱熟）他出演:川上ゆう、波多野結衣 他
- プロデューサーが厳選した レズ10シーン (3) 4時間 10組20人（8月19日、スタイルアート）他出演:川上ゆう、松下ひかり 他
- ギガ・ノワール（8月22日、GIGA）他出演:小司あん
- 人気熟女濃厚誘惑SEX 4時間（8月25日、メロウムーン）他出演:風間ゆみ、妃乃ひかり 他
- 鬼畜パルス高圧電流責めベスト 電撃拷問感電M女（9月1日、シネマジック）他出演:深田梨菜、羽生アリサ 他
- アナル尼寺極楽フィスト浄土（9月1日、ABC）他出演:伊織涼子 他
- 早く勃きなさい! エッ! 朝からもうこんなに大きくしちゃって…。 42名（9月1日、ヴィ）他出演:白鳥寿美礼、前田優希 他
- 嫁姑問題勃発!! 俺の妻と母が修羅場すぎて困ってます!!（9月11日、タカラ映像）他出演:瀧川花音
- 今宵、美人妻を凌辱したい…熟女塾・ザ・レイプ・ベストセレクション Vol.3（9月19日、熟女塾）他出演:神崎久美、平亜矢子 他
- 中出しお義母さんが教えてあげる 息子の情欲を膣中で受けとめる母たち（9月25日、ビッグモーカル）他出演:篠田あゆみ、鈴木さとみ
- 金粉アナル奴隷 松本まりな（9月30日、バミューダ）
- 「大人ボディのオマ○コにぶち込みたい!」スケベ過ぎる人妻は旦那とご無沙汰でフェロモンムンムン! 僕は我慢できず勃起チ○ポを押しつけてた!! 4時間（10月1日、エマニエル）
- 老人介護ドラマ おじいちゃんに中出しされました…（10月1日、熟ドラ／エマニエル）他出演:望月マリア、高木礼子 他
- やめて… そんな事しないで…息子たちに犯される義母 DX4時間（10月10日、なでしこ）他出演:平山こずえ、青空小夏 他
- 凌辱と鬼畜の凶気姦獄16時間（10月19日、ROOKIE）他出演:葉月紗絢、結城みさ、大橋未久、初美沙希 他 全35名
- 弟の嫁 松本まりな（42）（10月20日、スターパラダイス）
- 同窓会で数十年ぶりにあった男女は、一度火がつくと、濃密に抱き合いそのまま生中出ししてしまうのか?（10月25日、グローバルメディアエンタテインメント）他出演:城野絵里香、響京香
- 美熟女ベスト 松本まりな4時間（10月25日、メロウムーン）
- 美熟女オフィス逆セクハラ 社長編 12名 4時間（10月25日、メロウムーン）他出演:北条麻妃、加藤ツバキ 他
- 狂気の躾 調教される嫁（10月25日、グローバルメディアエンタテインメント）他出演:翔田千里、夢野まりあ 他
- 無理矢理絶頂（10月25日、ダスッ！）他出演:成宮ルリ、向井一葉、雨宮琴音 他
- いつも欲求不満な人妻が旦那以外のチ○ポに興奮! 僕のフル勃起チ○ポを上下にシゴく手つきがエロすぎて堪らない! 9名4時間（11月1日、エマニエル）他出演:川上ゆう、波多野結衣 他
- 輪姦される人妻8時間（11月13日、溜池ゴロー）他出演:桜井あゆ、波多野結衣 他
- ディープスロート ベスト（11月19日、ドグマ）他出演:白鳥さくら、星野あかり 他
- 母子相姦ドラマ集 日常のセックスという禁断事実 12家族（11月19日、ABC／妄想族）他出演:青木玲、翔田千里 他
- 働く熟女は美しい スペシャル4時間（11月19日、湘南／妄想族）他出演:風間ゆみ、澤村レイコ 他
- 思いのママ、気の向くママ、本能のおもむくママに美熟女のほっこり優しいSEX16時間（11月19日、ROOKIE）他出演:小早川怜子、今井美鈴 他
- イイオンナの精子を飲み込むじゅるじゅるごっくん 6時間（11月19日、CROSS）他出演:鈴音りおな、瀬奈涼 他
- 強制飲尿折檻家族（11月22日、V＆Rプランニング）他出演:宮崎由麻、桜瀬奈
- 中出し近親相姦 お義父様やめて下さい 義理の父に中出しされる息子の嫁 第伍章（11月25日、ビッグモーカル）他出演:鈴木さとみ、篠田あゆみ
- 嫁の母 総集編8時間（11月25日、マドンナ）他出演:牧原れい子、紫彩乃 他
- 接吻情事 接吻映像の巨匠 藤元ジョージ厳選コレクション 至高の接吻セックス映像!（11月28日、なでしこ）他出演:矢部寿恵、北条麻妃 他
- オンナ好き艶女、「松本まりな」とレズれ!オマ○コに発情する女たちの唾液、マン汁、体液を舐めまくり、勃起クリでイキまくる 4時間（12月5日、ジャネス）他出演:雨宮琴音 他
- 美女とキモメン16時間（12月19日、ROOKIE）他出演:湊莉久、横山美雪、天海つばさ 他
- 主観×淫語×美人奥様 SP4（12月19日、アウダースジャパン）他出演:葉月奈穂、江波りゅう 他
- 寝取られドラマ4編（12月25日、エーピーエー）他出演:野宮凛子、高畑ゆり 他
- 黒人テラチ○ポ・オン・ザ・ロード 松本まりな編（12月25日、グローバルメディアエンタテインメント）他出演:小早川怜子 他
- ドリームステージ!メガ盛り!!ベストヒット美熟女28人 8時間（12月26日、ドリームステージ）他出演:風間ゆみ、村上涼子 他

2015年
- 「もう、我慢できない！」熟したカラダはムチムチしてやっぱりスケベです。色気プンプンの人妻のオマ○コが僕たちのチ○ポを咥えまくる4時間（1月1日、DX／エマニエル）他出演:川上ゆう、波多野結衣 他
- みょうに色っぽい喪服未亡人にチ○ポが反応してしまった俺（1月10日、ROOKIE）他出演:山本美和子、福元美砂恵 他
- 誰にも言えず、誰にも知られたくない。禁断 近親相姦16時間（1月19日、VENUS）他出演:北条麻妃、友田真希 他
- S級熟女アルティメットコレクション20人4時間 II（1月19日、ジャネス）他出演:川上ゆう、中森玲子 他
- 鼻フック倶楽部 2（1月20日、大洋図書）他出演:矢部寿恵、野本一美 他
- 美熟女 4時間 どんなチ○ポもタタせます SEXカウンセラー ベスト（1月25日、メロウムーン）他出演:小池絵美子、翔田千里 他
- 人間フォンデュタワー 3（1月25日、ビッグモーカル）他出演:風間ゆみ、小早川怜子
- 黒人テラチ○ポ・オン・ザ・ロード 小早川怜子編（1月25日、グローバルメディアエンタテインメント）他出演:小早川怜子
- お母さんのエロボディーをおかずにセンズリをする俺。ビンビンに勃起したチ○ポをシコシコする姿を見せつけたらお母さんは発情してマン汁垂らしまくっちゃいました!（1月30日、ジャネス）他出演:川上ゆう、波多野結衣 他
- 凌辱は中出しするまで終わらない16時間（2月19日、ROOKIE）他出演:さとう遥希、琥珀うた 他
- 喪服未亡人のフェロモンにムラムラした俺は突然ビンビンに勃起したチ○ポを押しつけてやった。拒みながらもハァハァと意外に感じる彼女に辛抱たまらず大量ザーメンを発射しちゃいました!（2月19日、設定思考）他出演:山本美和子、福元美砂恵 他
- NON STOP FUCKING!! 四十路熟女100人の100連続FUCK8時間（2月20日、クリスタル映像）他出演:加納紫乃、川瀬陽子 他
- 黒人テラチ○ポ・オン・ザ・ロード さとう遥希編（2月25日、グローバルメディアエンタテインメント）他出演:さとう遥希、小早川怜子
- S級熟女 松本まりな スペシャル 7時間30分（3月5日、ジャネス）
- 熟した喪服美人が色気ムンムンすぎて辛抱たまらん! いきなり勃起した俺のチ○ポを見せつけオナニーを強要したら、マン汁垂らしてイキまくるので思わず顔射してやった!!（3月5日、ジャネス）他出演:山本美和子、福元美砂恵 他
- 喪服に黒パンストがソソる未亡人に思わずチ○ポがピンコ勃ち!難癖をつけてチ○ポを押し付けてやったら拒みながらも「ハァハァ」と発情するものだから辛抱たまらずレイプしてやった!（3月8日、AMORE）他出演:寺崎泉、山本美和子 他
- 激突きバック神アングルBEST 16時間（3月19日、ROOKIE）他出演:石原莉奈、吉沢明歩 他
- 主観×淫語×誘惑熟女教師SP（4月4日、アウダースジャパン）他出演:牧原れい子、葉月奈穂 他
- 近所で美乳な奥様がターゲット！ 毎日家事だけの生活で暇をもてあます人妻に突然つめより無理矢理フェラさせ喉の奥でザーメンぶちまける快感はサイコー!!（4月15日、ジャネス）他出演:川上ゆう、波多野結衣 他
- 肉棒を包み込む最高の口淫 美熟女の優しく丁寧なフェラチオ16時間（4月19日、ROOKIE）他出演:小早川怜子、矢部寿恵 他
- 大人のエロドラマ ～義父たちに寝取られた人妻たち～（4月23日、ルビー）他出演:神崎久美、望月マリア 他
- 黒パンストが妙にエロい喪服未亡人にムラムラして無理矢理フェラチオをさせちゃった俺!「やめて。」と言いながらも“ジュポジュポ”という音が部屋中に響き渡るくらい激しく喰らいついてきたのでドピュドピュと口内発射してやった!（4月24日、なでしこ）他出演:山本美和子、福元美砂恵 全5名
- 黒人メガチ●ポ無差別大乱行（4月25日、グローバルメディアエンタテインメント）他出演:夢野まりあ、澤村レイコ 他
- 美魔女オール生中出し！夫以外のチ○ポで突かれまくりアヘ顔でイキまくる人妻たちに膣内発射、オマ○コに大量ザーメンをぶちまける!!240分（4月25日、ジャネス）他出演:福元美砂恵、艶堂しほり 他 全8名
- 欲求不満な体を息子で満たす淫らな母たち（4月27日、グラフィティジャパン）他出演:結城みさ、平山こずえ 他
- 黒衣の未亡人の黒ストッキングにそそられた俺はフル勃起! 不謹慎だが辛抱たまらずチ○ポを見せつけたら「ヤメテ」と言いながらもオマ○コを濡らしてた!!（5月1日、エマニエル）他出演:山本美和子、福元美砂恵 他
- 憧れの近親相姦! お母さんのカラダにいつもフル勃起する息子のチ○ポ、息子の嫁に介護されムラムラして元気になった義父のカリでかチ○ポで犯りまくり、誘惑、レイプ、中出し、3P当たり前 13名4時間（5月5日、ジャネス）他出演:川上ゆう、波多野結衣 他
- 断りきれない美人ママ DX1 240分（5月12日、カマタ映像）他出演:千堂マリア、栢刹那 他
- 尻コキ倶楽部 II（5月20日、大洋図書）他出演:真仲佐知、風間ゆみ 他 全8名
- 人妻に無理矢理オナニーをさせセンズリ発射する男たち DX10人 4時間（5月22日、なでしこ）他出演:福元美砂江、本庄瞳 他
- 大人ボディなお母さんに息子の性的興味がエスカレート! 僕のイタズラにオマ○コが感じ出したので強引にチ○ポ咥えさせちゃいました!!（6月5日、ジャネス）他出演:青木美空、青空小夏 他
- 16人の所かまわずイキまくるヤリたい盛りの人妻たち。 当然、パンティ脱いだ時に、糸とか引くにちがいない! そんなコトばかり想像してたら、チ○ポ勃起してきちゃって、もう犯らずにはいられない!! 4時間（6月5日、ジャネス）他出演:波多野結衣、平山こずえ 他
- アナル即入れ中●し！変態五十路熟女のアナル事情（6月12日、なでしこ）他出演:日野楓、汝鳥すみか 他
- 母親のような女性を見ると欲求を抑えられず強引にレズ痴漢する年頃の娘 執拗にオッパイやオマ○コをいじられのけぞって感じまくる熟したノンケ女（6月16日、ラハイナ東海）他出演:雨宮琴音、保坂えり 他
- 若い女(真性レズ)に突然、痴漢され立場も忘れて感じてしまうノンケな熟女 されるがままに犯されイキまくりレズの虜になってしまった（6月19日、設定思考）他出演:琥珀うた、新尾きり子 他
- 往年の熟女たちの淫らな性交 16時間（6月19日、ROOKIE）他出演:風間ゆみ、川上ゆう、浅井舞香 他 全73名
- 若い娘が大人の女性にレズキス痴漢 突然、舌を突っこんだらダラダラと唾液を垂らすノンケ熟女に興奮する私は真性レズビアン!?（6月20日、ジャネス）他出演:保坂えり、京野美麗 他
- いけないとわかっていてもオマ○コ舐めたいんです。 クリトリスを舌で刺激され自分でも信じられないくらいマン汁が出てしまったノンケは、戸惑いつつもレズクンニの虜になる（6月20日、ジャネス）他出演:北条麻妃、友田彩也香 他
- 僕のお母さんは家ではいいなり!? 大人ボディでボインの谷間が僕のチ○ポを勃起させまくり、いけないことだとわかっていてもイタズラし放題でヤッちゃうんです（6月21日、ジャネス）他出演:青木美空 他
- ショタ・チビ亀くんのハレンチいたずら日記 DX 4時間（6月25日、ドリームステージ）他出演:村上涼子、北条麻妃 他
- 嫁姑レズ調教 全作品集8時間（6月25日、マドンナ）他出演:凛音涼子、艶堂しほり 他
- 美女の喉奥がぶっ壊れるまでイラマチオしたら気持ちよすぎて精子が出すぎた（6月25日、ダスッ！）他出演:篠田あゆみ、湊莉久 他
- 喪服未亡人 あなた許して… 犯され性奴隷となる人妻 DX4時間（6月26日、なでしこ）他出演:福元美砂江、山本美和子 他
- 喪服の黒パンストに性的興奮がエスカレート! 無理矢理勃起したチ○ポを押し付けたら「イヤッ」と言いながらも感じてたので辛抱たまらずヤッちゃいました!（6月30日、ラハイナ東海）他出演:福元美砂恵、松嶋友里恵 他
- 人妻中出し強姦! 犯されて…（7月1日、熟女塾）他出演:川上ゆう、中島あいり 他
- 絶対にいけないことだとわかっていても手を出してしまう私（真性レズビアン） 恥かしそうにしながら唾液と愛液が糸を引くほどの濃厚レズセックスに夢中になる熟女（ノンケ）（7月24日、なでしこ）他出演:保坂えり、京野美麗恵 他 全10名
- 「あなた見ないで…」旦那に見られながら感じる人妻に俺のチ○ポは爆発寸前! 無理矢理、嫌がるマ○コにチ○ポ入れてヒイヒイ言わせてやったぜ!!（7月20日、未来）他出演:本庄瞳、波多野結衣 他
- 贅沢すぎる3Pセックス BEST 濃厚SEX編 Ⅱ（7月25日、アロマ企画）他出演:星野あかり、村上涼子 他
- 母さんの濡れたヒダ肉 完全保存版 4時間（7月25日、小林興業）他出演:千堂あきな、大森あづさ 他
- 近所では美人で評判の母親に息子の性的興味がエスカレート! 我が子のイタズラに大人ボディが感じ出したのでスキを見て3Pセックスしちゃった!（8月1日、設定思考）他出演:平山こずえ、青空小夏 他
- 義父に寝取られてしまう嫁たち（8月25日、FAプロ）他出演:村上涼子、かすみりさ 他
- ターゲットはエロボディの美人妻 旦那の前で寝取り勃起チ○ポを無理矢理捻じ込む! 嫌がる女房に大量の精子をぶちまける俺!! （8月25日、ラハイナ東海）他出演:波多野結衣、音無かおり 他
- 淫らな家政婦 美熟女 20人（8月25日、YSO）他出演:加山なつこ、翔田千里 他
- アトラスMEGA MIX 1（8月31日、アトラス21）他出演:小沢まどか、若菜瀬奈、麻生早苗 他 全18名
- 美熟女が抜いてあげるSP 2（9月4日、アウダースジャパン）他出演:波多野結衣、中居ちはる 他
- 私、おばさんなのに若い娘にレズ痴漢されちゃいました 恥ずかしさのあまり戸惑ってたらアナルまで舐められビックリ! 双頭チ○ポで二人ともイキまくりでした!!（9月5日、ジャネス）他出演:琥珀うた、新尾きり子 他
- 金粉大全集 12人180分スペシャル！豪華絢爛女優たちのエロく輝く狂宴!（9月19日、バミューダ／妄想族）他出演:翔田千里、北条麻妃、さとう遥希 他 全12名
- 泣け! 喚け! 美女たちの断末魔! 絶叫レ○プ 16時間（9月19日、ROOKIE）他出演:さくらえな、内村りな 他
- 舌を絡ませヨダレが滴り落ちるくらいに濃厚な熟キスSEX16時間（9月19日、ROOKIE）他出演:篠田あゆみ、松山愛 他 全88名
- 【ハズレなし】素晴らし過ぎる美女レズ。 ガチで綺麗なお姉さん達が唾液交換濃厚キスで発情しながらイキまくる! 24人のレズバトル4時間（9月25日、ビッグモーカル）他出演:翔田千里、村上涼子 他
- V 2014年総集編 全て過激な25作品 16時間4枚組（10月1日、ヴィ）他出演:神波多一花、水野朝陽 他
- 鼻責め鼻浣腸 9（10月1日、中嶋興業）他出演:野口まりや、百田まゆか 他
- 贅沢すぎる3Pセックス BEST 濃厚フェラ・接吻編Ⅱ（10月13日、アロマ企画）他出演:星野あかり、村上涼子 他
- 隣に越して来た黒人さんのデカマラに母さんが発情中（10月15日、グローリークエスト）
- ターゲットは近所で評判な色気ムンムンの美人妻 旦那の居る前でフル勃起のデカチンでイカせまくってやった!（10月19日、設定思考）他出演:平山こずえ、本庄瞳 他
- 「あなた見ないで」ダンナの目の前で生中出しされた昼顔妻 気づいたら大股開いて我慢もせずイキまくり（10月19日、エマニエル）他出演:波多野結衣、平山こずえ 他
- 嫁の肉体（10月20日、スターパラダイス）他出演:河愛雪乃
- 圧倒的背徳感! 絶対ダメだと分かっていても息子や義父とヤっちゃう･･･。性欲が強すぎる義母たちの近親相姦! 12人 4時間（10月25日、ビッグモーカル）他出演:葉月奈穂、艶堂しほり 他
- スーツの似合うドスケベ熟女たち（10月25日、メロウムーン）他出演:村上涼子、澤村レイコ 他
- ノンケな熟女に偽チ○ポでレズ痴漢するいけない娘たち！「若いから油断しちゃった！」ペニバンのあまりの気持ち良さに自分でもビックリするほどイキまくり…（10月30日、ジャネス）他出演:雨宮琴音、友田彩也香 他
- 機械式鬼責めエステ4時間コース（11月1日、CORE）他出演:愛咲れいら、翔田千里 他
- 絶対に手を出してはいけない熟したノンケ女にレズ行為 声も出せず糸引くほどマン汁が溢れ出す敏感熟女に発情する私（11月1日、エマニエル）他出演:保坂えり、京野美麗 他
- イイオンナ、イラマチオ。3  4時間（11月6日、ワープエンタテインメント）他出演:山本美和子、宮地由梨香 他
- 飼育された人妻 監禁調教いいなり女（11月25日、グローバルメディアエンタテインメント）他出演:夢野まりあ、風間ゆみ 他
- 無理やり犯されているのに濡れ濡れ…、夫以外とのセックスで感じてしまう人妻を虜にするレイプの魅力。 12人4時間（11月25日、ビッグモーカル）他出演:一ノ瀬アメリ、有村千佳 他
- 尻穴舐め手コキ 2（11月30日、虎丸フェッチ）他出演:春原未来、水野朝陽 他 全30名
- 調教完了 30人12時間（12月1日、CORE）他出演:澤村レイコ、愛咲れいら 他
- 撮影現場のカメラの前でおしっこをするAV女優 2（12月3日、グローリークエスト）他出演:早乙女ありさ、澤村レイコ 他 全36名
- どすけべ熟女 母乳ママII BEST SELECTION（12月15日、アロマ企画）他出演:西野エリカ、星野あかり 他
- 五十路熟女のきつきつアナルに即入れ中〇し 240分（12月25日、シャイ企画）他出演:日野楓、汝鳥すみか 他 全8名

2016年
- 美熟女ダラケの乱交パーティー （1月1日、一本道）他出演:江波りゅう、北條麻妃
- 嗅ぎたい!舐めたい!埋もれたい!母の淫尻大全集 8時間30人（1月1日、カマタ映像）他出演:櫻井夕樹、矢部寿恵 他
- 近所の昼顔妻に喉奥までチ○ポをぶち込み強制フェラ!唾液をたらしながら咥える顔に興奮したもんで思いっきり精子を発射してやった!!（1月19日、ラハイナ東海）他出演:伊織涼子、桐岡さつき 他
- 絶対にしてはいけない人を（レズる）犯る 本当はダメだとわかっていてもレズりたい!「もうやめて、、、」と拒むノンケ女はねちっこい「舌」とイヤラシイ「指」で弄られさらにオマ○コをグチョグチョにしイキ狂う!DX4時間（1月20日、ジャネス）他出演:保坂えり、京野美麗 他
- 夜這いされ喘ぎ声を我慢しながら旦那の横で中出しまでされる人妻（1月21日、グローリークエスト）他出演:かすみ果穂、KAORI 他 全5名
- 母さんの精子狂い激ヌキ大量50発射 4時間（1月25日、熟女画報社）他出演:桐島綾子、桐嶋永久子 他 全50名
- 人妻たちのマン汁オナニーがヤバすぎる!!マ○コをイジる姿がイヤらしくて思わずチ○ポ勃起!俺のセンズリ見せつけドピュ!! DX 19人4時間（2月2日、ラハイナ東海）他出演:宇佐美なな、音無かおり 他
- ドMの幸福4 制御不能の変態ボディ 4時間（2月5日、ワープエンタテインメント）他出演:戸田エミリ、篠田あゆみ 他
- 極選!! ゴールデンベスト 華靡BOX Ver.3 ノーカット完全収録版 8時間30分（2月20日、スターパラダイス）他出演:村上涼子、波多野結衣 他
- 濃厚完熟おマ○コ食べごろの真っ赤な赤貝グチョ濡れSEX30人8時間2枚組（2月21日、マリア）他出演:牧原れい子、五十嵐しのぶ 他
- 中高年濃厚に求め合う 密着種付け色欲交尾 男根確保!一度咥えたら離さない（2月25日、グローバルメディアエンタテインメント）他出演:小池絵美子、風間ゆみ 他
- お母さんとセックスしたいでしょ！？ 第二章（2月27日、グラフィティジャパン）他出演:結城みさ 他
- 妊娠必至の子宮直出し孕ませ射精! 種付けプレス Ver.2 8時間（3月19日、ROOKIE）他出演: 芹沢つむぎ、乙葉ななせ 他
- 唾液ダラダラ接吻痴漢 自分の娘と同じくらいの女の子にディープキスされた私(ノンケ) 男日照りのカラダに火がついたのかパンティはマン汁でびちょ濡れでした!（3月22日、ラハイナ東海）他出演: 瀬名あゆむ、川上ゆう 他
- 熟汁 キッチンでじゅぽじゅぽフェラ 口内発射 泡立つザーメン お口ベチョベチョ 21人 4時間（3月25日、メロウムーン）他出演:加山なつこ、菊川麻里 他
- 美熟女オフィス逆セクハラ 20人 4時間（3月25日、メロウムーン）他出演:翔田千里、妃乃ひかり 他
- グローバルメディアのディレクターが選んだ本気で喘ぎ感じまくる熟女激エロシーン映像集 4時間20人（3月25日、グローバルメディアエンタテインメント）他出演:風間ゆみ、翔田千里 他
- 「年の差なんて気にしない!」 若い娘のキス誘惑に私のオマ○コはビチョビチョ! 実は!! 彼女はレズビアンでクンニをしたくてウズウズしてるのです。（4月12日、ラハイナ東海）他出演:保坂えり、京野美麗 他
- 絶対に気持ちイイ、熟女、人妻の凄テクなフェラチオ! 抜きやすさバッチリアングル、カメラ目線でチ○ポをしゃぶりまくり 2 20人4時間!!（4月19日、エマニエル）他出演:川上ゆう、蒼乃幸恵 他
- 「ハズレなし」ガチでレズ好きなお姉さんたちがオマ○コを舐め合ってイキまくる!28人のレズビアン 4時間（5月20日、ジャネス）他出演:琥珀うた、雨宮琴音 他
- 厳選！ 四十路妻ファック BEST20人4時間 欲求不満な完熟ボディはいくつになってもド助平でもっとSEXがしたいんです!（5月27日、なでしこ）他出演:北条麻妃、艶堂しほり 他
- 人体固定 2穴バイブレ×プ（6月1日、CORE）他出演:愛咲れいら、翔田千里 他
- 絶対にしてはいけない人をレズ痴漢 綺麗な熟女さん（ノンケ）をローションプレイでその気にさせて双頭ディルドでお互いイッちゃいました!（6月28日、ラハイナ東海）他出演:琥珀うた、新尾きり子、雨宮琴音 他
- 近親相姦26名8時間 セックス特別編 性欲が強すぎる母親に勃起させられた僕 いつも父にバレないようにコッソリ挿入させてくれるんです（6月30日、ジャネス）他出演:葉月奈穂、艶堂しほり、川上ゆう 他
- 中出し近親相姦 お義父様やめて下さい 義理の父に中出しされる息子の嫁 BEST 4時間 2（7月25日、ビッグモーカル）他出演:鈴木さとみ、本真ゆり、本田莉子 他
- 特別版レズBEST28人4時間 男なんかじゃ物足りないオマ●コ大好きな女たちの本気レズセックス集（7月26日、ラハイナ東海）他出演:琥珀うた、新尾きり子 他
- GLORY QUEST 2016 上半期総集編 105タイトル SPECIAL 8時間（8月4日、グローリークエスト）他出演:澁谷果歩、愛須心亜 他
- アナル即入れ中〇し!変態五十路熟女のアナル事情 総集編 4時間16人（9月9日、なでしこ）他出演:保坂友利子、杉原えり 他
- 相互オナニーで顔射したい! 240分 俺の勃起チ○ポを見ながら指ズボする究極のオナニーサポート!（9月19日、スタイルアート）他出演:山本美和子、福元美砂恵 他
- 私は息子の性処理玩具です。 30人8時間（9月23日、カマタ映像）他出演:紫彩乃、寺崎泉 他
- オマ○コ大好き!本気クンニでクリ勃起!! レズビアンな若い娘に強引に迫られオマ○コを濡らしてしまうノンケな熟女たち（9月23日、なでしこ）他出演:琥珀うた、荒尾きりこ 他
- いけないとわかっていてもオマ○コ舐めたいんです。クリトリスを舌で刺激され自分でも信じられないくらいマン汁が出てしまったノンケは、戸惑いつつもレズクンニの虜になる DX4時間（10月16日、ジャネス）他出演:琥珀うた、新尾きり子 他
- 絶倫オヤジのねちっこいSEX!!性欲モンスターオヤジがヤリマン美乳人妻と中出し三昧!!!（10月28日、GIGOLO）他出演:鈴木さとみ、本田莉子 他
- 厳選レズペニバン 32名4時間スペシャル オンナが女とFUCKする100％道具使用のハードプレイ！ Gスポットにブチあたるペニスにオーガズムを感じる女たち!! 2（11月13日、ジャネス）他出演:琥珀うた、星崎アンリ 他
- 縛られた人妻 田舎で暮らす義父と嫁の歪んだ縄遊戯 麻縄を溺愛する欲求不満な身体4時間 20人（11月25日、グローバルメディアエンタテインメント）他出演:青木玲、翔田千里 他
- DOGMA 熟女BOX（12月15日、ドグマ）他出演:小早川怜子、山本美和子 他 ＊DVD10枚組BOX商品
- すけべ爺の女喰らい熟練交尾 第九章（12月19日、不老仙人）他出演:羽月希、遥めぐみ 他 全7名
- 団塊世代に贈る! 定年を迎える親父たちのエロドラマ集!!（12月19日、ルビー）他出演:宮崎良美、野口京子 他
- 「私、頑張らないといけないんです…。」 ヤリすぎ介護。これも仕事の延長だと勝手に思い込みセクハラで感じて健気にヤられる熟女たち4時間!7話!（12月19日、熟ドラ）他出演:高畑ゆり、立野ゆり 他
- 美熟女ママの熟れた欲情 4時間（12月20日、メロウムーン）他出演:青山愛亜、佐倉みんと 他
- 白昼の悲劇 レイプ犯は身近な存在 終わりなき性犯罪の無限連鎖 美しすぎる他人の女を犯す 4時間20人（12月25日、グローバルメディアエンタテインメント）他出演:風間ゆみ、葉月奈穂 他

2017年
- ビクビク痙攣感じすぎておかしくなりそう!! イキ顔お母さん 30人4時間（1月25日、小林興業）他出演:折原ゆかり 他
- 破廉恥Tバックのおばさん むっちりデカ尻 40人8時間（2月24日、カマタ映像）他出演:加山なつこ、城エレン 他 全40名
- 夜這いされ喘ぎ声を我慢しながら旦那の横で中出しまでされる人妻 19人 BEST vol.1（4月20日、グローリークエスト）他出演:加山なつこ、大槻ひびき 他
- 黒人の極太チ○ポに欲情する人妻BEST vol.1（5月4日、グローリークエスト）他出演:早乙女ありさ、浅井舞香 他
- パパとママには絶対内緒だよ! オトナの体になった僕のフル勃起チ●ポをおばさんのお●んこに強制挿入! 我慢できずに何度も中出し!（5月25日、ドリームステージエンタテインメント）他出演:村上涼子 他
- S級熟女 調教SEXコレクション（5月26日、レアル・ワークス）他出演:艶堂しほり、瞳れい 他
- 田舎で暮らす義父の自由な欲望と狂った麻縄性愛 刻まれた縄後に呪われる人妻 4時間20人（6月25日、グローバルメディアエンタテインメント）他出演:青井マリ、村上涼子 他
- 家政婦ベスト8人 4時間 家政婦のイイなり（8月25日、メロウムーン）他出演:小池絵美子、翔田千里 他
- 搾隷女捜査官捕獲拷問コレクション 2（9月7日、シネマジック）他出演:浅井千尋、深田梨菜 他
- ノーパンパンスト美熟女BEST（9月13日、EROTICA）他出演:小森愛、牧原れい子 他
- 美熟女SEXカウンセラー 15人 4時間 ベスト どんなチ○ポもタタせます（9月25日、メロウムーン）他出演:小池絵美子、加山なつこ 他
- レジェンド女優が初体験の凄イキ4時間（11月1日、CORE）他出演:風間ゆみ、小早川怜子 他

2018年
- ムチムチ巨尻巨乳 豊満熟女12人 ベスト4時間 溢れる肉汁 揺れる巨乳「私の熟れたオマ○コに肉棒ぶちこんで」（1月7日、Yellow Moon）他出演:加山なつこ、風間ゆみ 他
- いくつになっても燃え上がる大人の男女の傑作官能ドラマ集 4話×4時間 第2章（2月23日、なでしこ）他出演:片桐沙代子、三上由梨絵 他
- 熟女尻ベスト 4時間 10名 熟れたお尻の卑猥な誘惑（4月7日、Yellow Moon）他出演:風間ゆみ、翔田千里 他
- 縛り拷問 奴隷市場の宴 其ノ参（4月20日、バミューダ）他出演:仁美まどか、神納花 他 全13名
- じゅぽじゅぽフェラ 口内発射 吸って搾って 泡立ちザーメンまみれ お口ベチョベチョ 24人 4時間（5月7日、Mellow Moon）他出演:翔田千里、加藤ツバキ 他 全24名
- 勃起チ○ポを絶妙に誘惑してくる熟女ベスト（5月19日、ドグマ）他出演:風間ゆみ、村上涼子 他
- 美熟女100人 4時間（9月19日、フォーディメンション）他出演:武藤あやか、白河雪乃 他
- 美熟女の卑猥な尻穴見せつけグリグリじゅぼじゅぼバックオナニーベスト 22人4時間（10月7日、Mellow Moon）他出演:風間ゆみ、加山なつこ 他
- チ○ポ丸飲みえげつないバキュームフェラベスト（10月19日、ドグマ）他出演:寺崎泉、星野あかり 他 全22名
- 密着性交 燃え上がる男女の肉体関係（10月26日、なでしこ）他出演:翔田千里、花島瑞江 他

2019年
- マン引き家族 ～そして義母になる～（1月25日、なでしこ）他出演:伊織涼子、大橋ひとみ 他
- 【相姦の家】旦那の父と 性愛に溺れた嫁（3月8日、アダム書房）他出演:三浦恵理子、翔田千里 他
- 働くオバさん 五十路の性欲（4月7日、Mellow Moon）他出演:紅月ひかり、翔田千里 他
- 母性溢れる密着セックス!! 熟れ義母12人4時間（5月25日、ビッグモーカル）他出演:村上涼子、柳田やよい 他
- 雌の匂いが漂うおばさんのどスケベな乳輪（8月9日、なでしこ）他出演:一色奈美、紅月ひかり 他
- 妻に何が起こったか？ ～貞淑な人妻がどうして義父や息子とのセックスに溺れたのか～（8月24日、ビッグモーカル）他出演:澤村レイコ、本田莉子 他 全12名
- 燃え上がる男女の密着交尾（9月27日、なでしこ）他出演:近藤郁、長瀬京子 他
- 食欲の秋 熟した女の食べごろのパックリ開いた果実が男を誘う!（10月15日、カマタ映像）他出演:高島小百合、瀬戸ありさ 他
- 禁断の近親相姦･･･「やめて!」と言いながらも淫乱モード覚醒!自ら腰を振るドスケベ妻（10月25日、カマタ映像）他出演:椿あやめ、原田ゆう子 他
- アナル！緊縛！レズ！乱交！即入れ！近親相姦！！熟女100人のアブノーマルSEX 8時間（10月25日、ケイ・エム・プロデュース）他出演:円城ひとみ、藤下梨花 他
- 究極の羞恥と屈辱。 浣腸、ベストコレクション 2（11月7日、アタッカーズ）他出演:星崎アンリ、桃井早苗 他 全26名
- 異常緊縛性交 縛られた妻 縄調教の快楽に溺れてイキ悶える熟女たち 20人 4時間（11月22日、グローバルメディアエンタテインメント）他出演:伊織涼子、結城みさ 他 全20名
- h.m.p 平成女神伝説（12月6日、h.m.p）他出演:星野ひかる、白石ひとみ、浅倉舞、秋山祥子 他 全102名

発売日不明
- 失禁ナース（AVジャパン）
- HOP! STEP! FUCK!（アダムス）
- BODY SPECIAL 1（EVE）
- おとこの遊艶地 5（リイド社 LV-1015）VHS　他出演:鮎川真理 他
- 絶頂コレクション 11人過激FUCKスペシャル（メジャーリーグ コーポレーション MAJ-004）VHS 他出演:白石ひとみ、森村あすか 他
- 私たち悶絶します 肉体は愉悦の中（ZETT PLANNING ALM-008）VHS 他出演:御藤静
- オナニー狂い・淫乱30人 コレクター北条満編集 2（北条企画 HJM-02）VHS 全30名
- 制服を姦る!! 淫乱女教師コレクション コレクター北条満編集 21（北条企画 HJM-21）VHS 他出演:夏樹リサ 他
- 制服を姦る!! 淫乱バニーガールコレクション コレクター北条満編集 26（北条企画 HJM-26）VHS 他出演:美穂由紀・鮎川真理・樹まり子 他
- 完全絶頂コレクション痙攣60人D コレクター北条満編集 44（北条企画 HJM-44）VHS 全60名
- 炎の女まりな（NICビデオ あの9）VHS
- レジェンド7（? L7-01）DVD 他出演:後藤えりこ、青沼ちあさ、朝吹ケイト 他

### カセット
- マドンナメイトカセット＜アダルト版＞ 松本まりな 絶頂プレイバック（1989年4月25日、マドンナ社）
- 「Sound of MARINA」（?、VIP 制作：ミュージック・トマト・サプライ）＊歌とトーク
  - 内容：(1)春風に誘われて･･･/ Spring Blind (2)まりな・トーキング#1 (3)まりな18才のひとりごと (4)まりな・トーキング#2

## 出演

### ミュージック・ビデオ
- サザンオールスターズ「女神達への情歌 (報道されないY型の彼方へ)」（1989年）

### オリジナルビデオ
- 巨乳ハンター（1990年4月25日、東北新社）監督:渡辺寿[16]
- 堕ちた美姉妹 松本まりな・神楽里美（2012年10月26日、スパイスビジュアル）
- 美人女医監●調教（2014年6月13日、PINK☆Target）監督:金田一小五郎
- 愛欲に目覚める人妻たちスペシャル 10（2019年6月23日、パワークリエイト）監督:大寺俊吾 ＊2話のオムニバス

### テレビドラマ
- いまさら、初恋 第2話（1989年2月28日、TBS・ドラマ23）

### ゲーム
- ギャルズパニック（1990年、カネコ）＊アーケードゲーム

### ネット配信
- スパローズのギリギリアウツ!?#80（2013年10月31日、ニコジョッキー/ニコニコ生放送（ニコニコ動画））

## 出版

### 写真集
- マドンナメイト写真集 松本まりな（1989年3月25日、マドンナ社） - 撮影:大橋秀哉 ISBN 9784576890234
- 松本まりな写真集 MARINA（1989年10月12日、英知出版） - 撮影:横内史
- 写真集 スコラスペシャル 7 SUPER NUDE COLLECTION 3 松坂季実子・松本まりな・樹まり子 ほか 全28名（1990年1月8日、スコラ）ISBN 9784796295062
- 文庫サイズ写真集 マドンナメイト・カタログ Part.3 美穂由紀・鮎川真理・松本まりな・樹まり子・小林ひとみ 他（1990年1月25日、マドンナ社）ISBN 9784576891958
- ZAKURO・ビデオウェーブのトップアイドル34人 小森愛・工藤ひとみ・早川愛美・松本まりな 他（1990年8月10日、英知出版） - 撮影:若杉憲司
- 素顔の私（2020年12月2日、Kindle版）

### 書籍
- 伝説のAV女優～黄金時代を築いた女神たち（2021年10月、彩図社、インタビュー集） - 著:寺井広樹

### ビニ本
- 禁断の日々 SEXY EXCITING MAGAZINE（マスコット出版）

### 雑誌
- アップル通信 1988年11月号（表紙）（三和出版）
- デラべっぴん 1989年7月号（巻頭ヌード）（英知出版）
- さくらんぼ通信 1990年6月号、1991年3月号（大洋図書）
- コメットシスターズ 1989年9月号（表紙）（白夜書房）
- 純情エンジェル 1990年11月号（蒼竜社）
- SUPER Beppin 1990年12月号（英知出版）
- S＆Mスナイパー bis 1991年1月号（ミリオン出版）